# Liliana Gerace
Liliana Gerace (Napoli, 9 agosto 1921 – Sacrofano, 15 marzo 2010) è stata un'attrice italiana.

## Biografia
Ha esordito sullo schermo nel film Persiane chiuse di Luigi Comencini del 1951. Attrice caratterista o seconda donna, interpreta il ruolo di Agnese nel film Chi è senza peccato... di Raffaello Matarazzo del 1952. Nel 1953 recita nel film Gelosia di Pietro Germi. Ancora Matarazzo la dirige in Torna! del 1954, mentre nel 1956 fa parte del cast del film La donna del giorno di Maselli. Negli anni sessanta è una madre angosciata e delusa dai figli nel film I pugni in tasca di Marco Bellocchio del 1965. Negli anni settanta e ottanta appare in ruoli minori in qualche film e conclude la carriera nel 1993 nel film Niente stasera di Ennio De Dominicis.

## Filmografia

### Cinema
- Persiane chiuse, regia di Luigi Comencini (1951)
- Il tenente Giorgio, regia di Raffaello Matarazzo (1952)
- Chi è senza peccato..., regia di Raffaello Matarazzo (1952)
- Stazione Termini, regia di Vittorio De Sica (1953)
- Gelosia, regia di Pietro Germi (1953)
- Viva la rivista! , regia di Enzo Trapani (1953)
- Maddalena, regia di Augusto Genina (1954)
- Torna!, regia di Raffaello Matarazzo (1954)
- La schiava del peccato, regia di Raffaello Matarazzo (1954)
- Un palco all'opera, regia di Siro Marcellini (1955)
- La risaia, regia di Raffaello Matarazzo (1956)
- Il prezzo della gloria, regia di Antonio Musu (1956)
- La donna del giorno, regia di Francesco Maselli (1957)
- Afrodite, dea dell'amore, regia di Mario Bonnard (1958)
- I pugni in tasca, regia di Marco Bellocchio (1965)
- Il figlio della sepolta viva, regia di Luciano Ercoli (1974)
- Fontamara, regia di Carlo Lizzani (1980)
- Yume, yume no ato, regia di Kenzō Takada (1981)
- L'étoile du Nord, regia di Pierre Granier-Deferre (1982)
- Giocare d'azzardo, regia di Cinzia TH Torrini (1982)
- Adamo ed Eva, la prima storia d'amore, regia di Enzo Doria e Luigi Russo (1983)
- Niente stasera, regia di Ennio De Dominicis (1993)

### Televisione
- L'assassinio di Federico Garcia Lorca, regia di Alessandro Cane (1976)
- Un amore di Dostoevskij, regia di Alessandro Cane (1978)

## Doppiatrici
- Renata Marini in Torna!, La schiava del peccato, Il prezzo della gloria
- Clelia Bernacchi in Chi è senza peccato...
- Dhia Cristiani in Gelosia